# Новый (Приморский край)
Но́вый — посёлок в Надеждинском районе Приморского края, входит в состав Надеждинского сельского поселения.

## География
Посёлок находится на расстоянии 2,75 км к востоку от села Вольно-Надеждинское, административного центра района, и 33 км к северу от города Владивосток, административного центра края.

## Население
| 1989 | 2002  | 2004  | 2005  | 2008  | 2010  | 2021  |
| ---- | ----- | ----- | ----- | ----- | ----- | ----- |
| 6316 | ↘5998 | ↗6100 | ↘5970 | ↗6004 | ↘5932 | ↘5763 |

### Гендерный состав
Согласно результатам переписи 2002 года, в гендерной структуре населения мужчины составляли 46,1 %, женщины — соответственно 53,9 %.

## Улицы
| - ул. Бархатная, - пер. Вербный, - ул. Горная, - ул. Грибная, - пер. Дальний, - ул. Западная, - пер. Заречный, - ул. Зелёная, | - пер. Земляничный, - пер. Кедровый, - пер. Кленовый, - ул. Ленина, - ул. Лесная, - ул. Мира, - ул. Молодёжная, - ул. Набережная, | - ул. Озёрная, - пер. Ольховый, - ул. Ореховая, - ул. Осипенко, - ул. Первомайская, - ул. Светлая, - пер. Сиреневый, - ул. Солнечная, | - ул. Хрустальная, - ул. Цветочная, - ул. Центральная, - ул. Черёмуховая, - ул. Широкая, - ул. Южная, - пер. Ягодный, - пер. Ясный. |

## Экономика
В посёлке находится ТОР «Надеждинская»: многопрофильная производственно-логистическая площадка типа «гринфилд», расположенная на площади 806,8 га.

## Инфраструктура
В посёлке функционируют дом культуры и средняя школа № 6.

## Транспорт
Близ посёлка проходит федеральная трасса «Уссури» и Дальневосточная железная дорога, а также находится остановочная платформа Совхозная, на которой останавливаются электропоезда.